# Aad
Aad ist ein männlicher Vorname.

## Herkunft und Bedeutung
Aad ist eine niederländische Kurzform des Vornamens Adrian.

## Namensträger

### Vorname

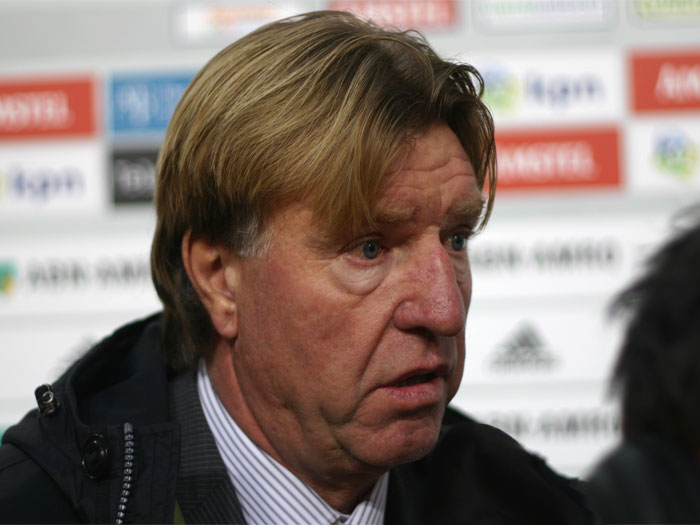
Aad de Mos

- Aad Zaanen (1913–2003), niederländischer Mathematiker
- Aad van Amsterdam (1915–1978), niederländischer Radrennfahrer
- Aad van Wijngaarden (1916–1987), niederländischer Informatiker
- Aad de Jong (1921–2003), niederländischer Fußballspieler
- Aad Bak (1926–2009), niederländischer Fußballspieler
- Aad Wagenaar (1939–2021), niederländischer Journalist
- Aad de Mos (* 1947), niederländischer Fußballspieler und -trainer
- Aad van den Hoek (* 1951), niederländischer Radrennfahrer
- Aad van der Vaart (* 1959), niederländischer Mathematiker und Stochastiker

### Familienname
- Youssef Anis Abi-Aad (1940–2017), libanesischer Geistlicher, Erzbischof von Aleppo